# Café Frascati

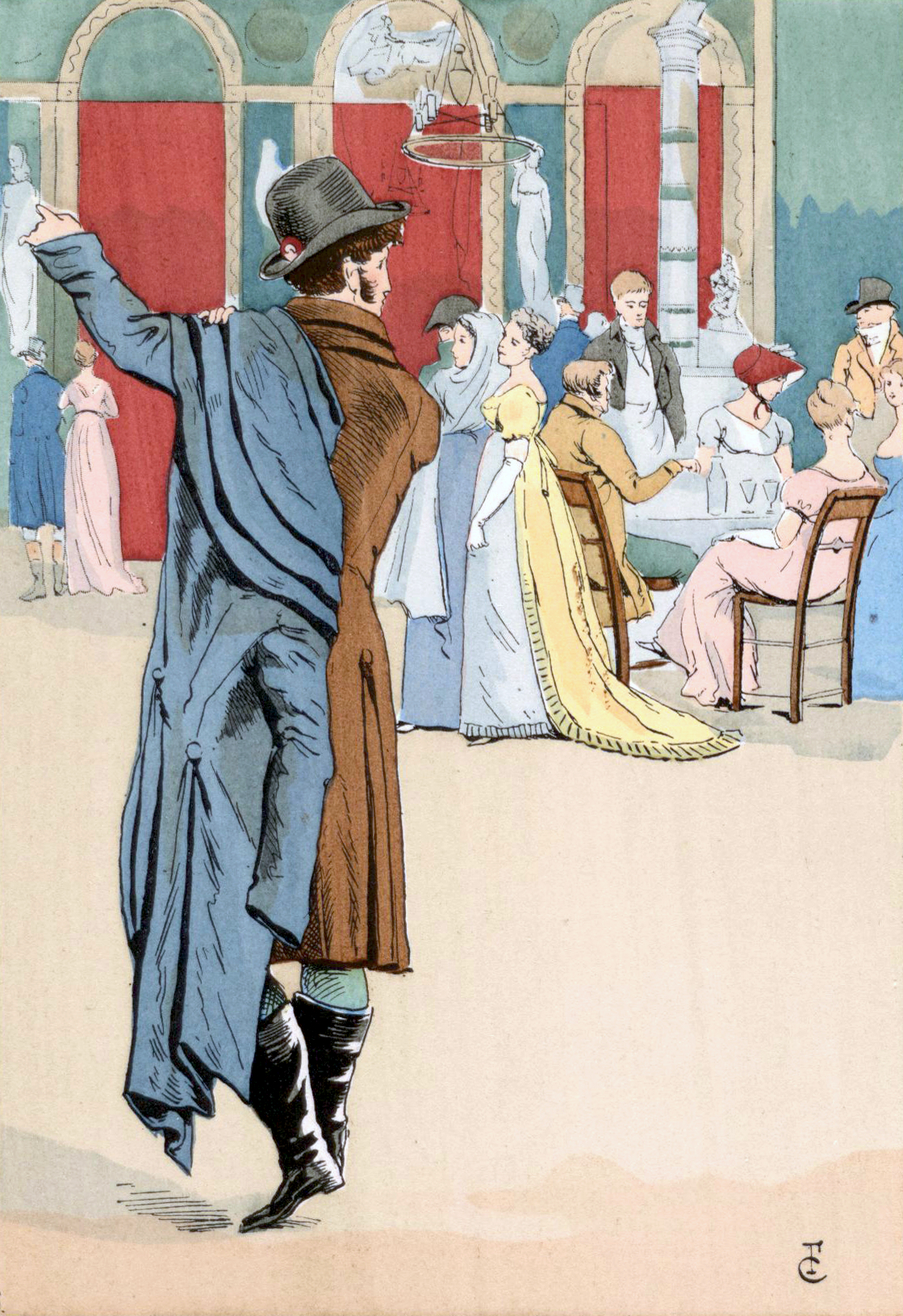
Un salon du Café Frascati, en 1800

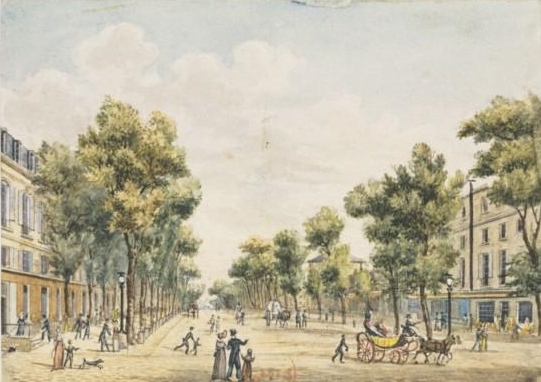
Le boulevard Montmartre et le Café Frascati, en 1822, par Christophe Civeton.

Le Café Frascati est un ancien café parisien fondé en 1789 et disparu en 1857.

## Historique
Il est fondé en 1789 à l'angle du boulevard Montmartre et de la rue de Richelieu sous le nom de Jardins de Frascati. Racheté, en 1792, par un glacier napolitain du nom de Garchi, celui-ci le rebaptisa Café Frascati.

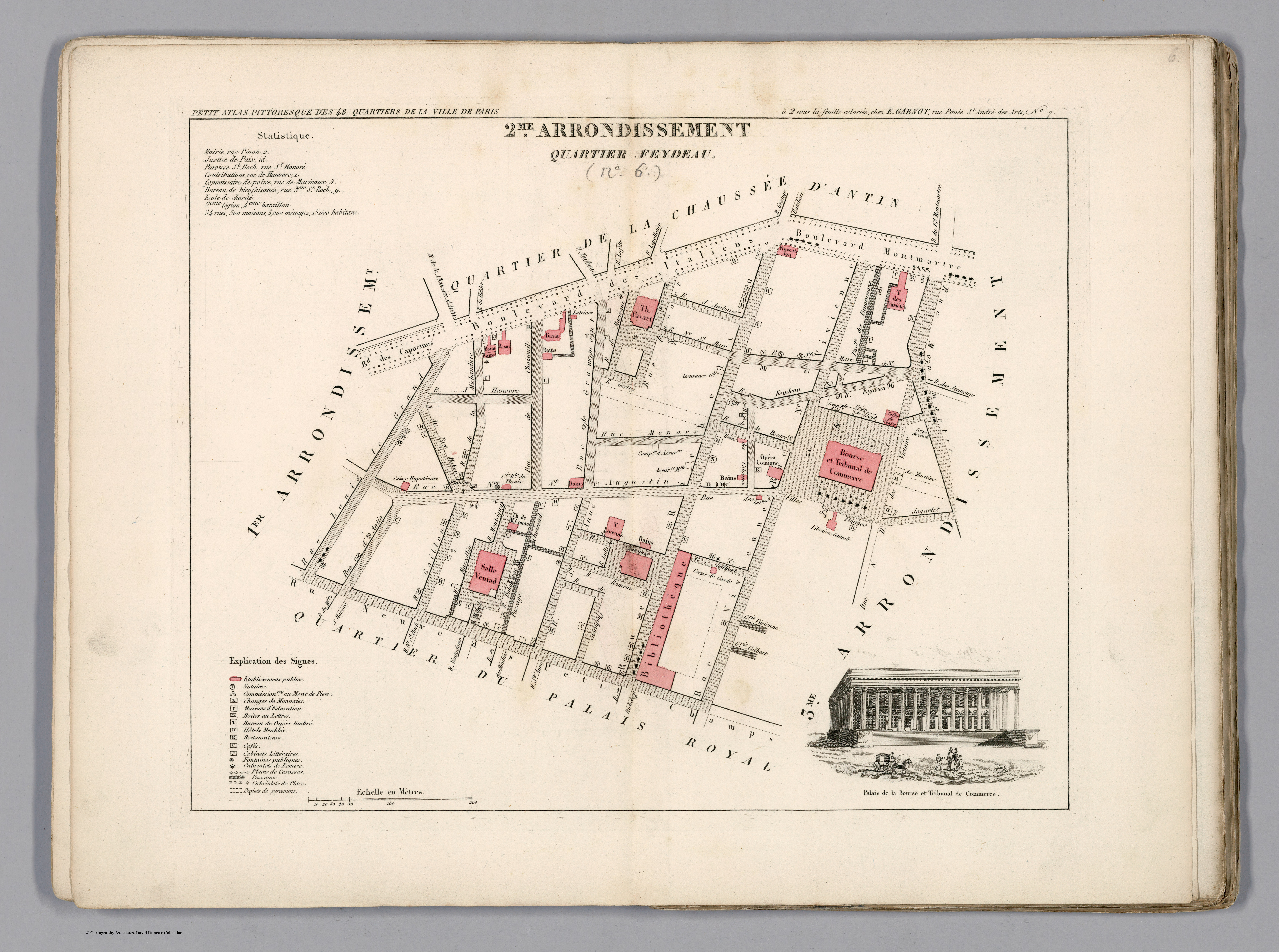
Plan du quartier Feydeau dans l'ancien 2e arrondissement en 1834.

Réservé surtout aux hommes et aux femmes galantes, tout comme le Café Tortoni, l'établissement était à la fois une maison de jeu, un restaurant et un traiteur-pâtissier réputé pour ses glaces. C'était un lieu agréable, car il possédait aussi un jardin.
Plusieurs propriétaires succédèrent à Garchi. En 1846, le Café Frascati fut acquis par Borel, le propriétaire du Rocher de Cancale ; ce café a été démoli en 1857.

## Description des lieux
Un voyageur anglais décrit ainsi les lieux en 1802 : « L'entrée ressemble à celle de la maison de quelque grand seigneur ; le rez-de-chaussée se divise en élégants salons, splendidement éclairés et ornés de miroirs. Ces salons s'ouvrent sur un jardin rempli d'orangers et d'acacias illuminés, avec des grottes, des temples, des allées féériques ; le joyeux effet des lampes de couleurs, ainsi que l'entrain général font penser aux contes des Mille et une nuits. »

Vers la même époque, un autre voyageur anglais écrit : 

« Un escalier mène à un beau vestibule, et de là à une salle entourée de glaces et décorée de festons de fleurs artificielles. À l'extrémité s'élève une belle statue de la Vénus de Médicis. Auprès de cette statue s'ouvre une arcade donnant accès à une suite de six magnifiques pièces superbement dorées, garnies également de glaces et de lustres de cristal taillé en diamants, qui brillaient comme autant de petites cascades étincelantes. Chaque chambre était comme un foyer de lumière ; l'on y prenait des glaces ou du café. On communiquait d'une pièce à l'autre par des arcades ou des portes à deux battants ornées de glaces. Le jardin, petit, mais disposé avec art, se compose de trois allées bordées d'orangers, d'acacias et de vases de roses ; à l'extrémité s'élèvent une tour dressée sur un rocher, des temples et des ponts rustiques ; de chaque côté, de petits berceaux en labyrinthe. Une terrasse s'étend le long du boulevard, dont elle commande l'aspect ; elle est bordée de beaux vases de fleurs et se termine à chaque extrémité par des sortes d'avenues décorées de miroirs. Là, dans le cours d'une heure, l'étranger, partagé entre la surprise et l'admiration, peut voir près de trois mille femmes les plus belles et les plus distinguées de Paris, dont les joues ne sont plus désormais défigurées sous les ravages du rouge, et qui, par l'harmonie et la grâce de leur extérieur, le porteraient à croire que les plus aimables figures de la Grèce, dans son époque la plus brillante, revivent et se meuvent devant ses yeux. »

## Postérité littéraire
Le Café Frascati est passé à la postérité grâce à la littérature où il est très souvent cité.
Alexandre Dumas le décrit dans Georges : c'est le lieu où le riche mulâtre vient jouer des sommes folles, éblouir le Tout-Paris et braver le racisme.
Dans La Comédie humaine de Balzac, le Café Frascati de Paris est cité 12 fois, et le Café Frascati de Rome deux fois, dans Sarrasine. Dans La Fausse Maîtresse, il est dépeint comme un endroit où il faut se montrer ; dans Illusions perdues, c'est un enfer de jeu et de débauche, mais aussi un haut lieu de gastronomie où la lorette Florine vient commander des mets pour ses grands repas. On le retrouve encore dans La Fille aux yeux d'or, Les Employés ou la Femme supérieure, Splendeurs et misères des courtisanes.

## La religieuse
Selon Gaëlle Jan, sur le site plurielle.fr, ce café serait le créateur, en 1856, de la religieuse, célèbre pâtisserie au chocolat ou au café,.